# Dicraeus polonicus
Dicraeus polonicus är en tvåvingeart som beskrevs av Hubicka 1976. Dicraeus polonicus ingår i släktet Dicraeus och familjen fritflugor. Inga underarter finns listade i Catalogue of Life.